# Гањоне-Орческо (Вербано-Кузио-Осола)
Гањоне-Орческо је насеље у Италији у округу Вербано-Кузио-Осола, региону Пијемонт.
Према процени из 2011. у насељу је живело 59 становника. Насеље се налази на надморској висини од 798 м.